# حرية الدين في بيلاروسيا
ينص الدستور البيلاروسي على حرية الدين، لكن الحكومة قيدت ممارسة هذا الحق.
ساء احترام الحرية الدينية في الآونة الأخيرة في بيلاروسيا. استمرت الحكومة في تقييد الحرية الدينية وفقًا لأحكام قانون عام 2002 وتوافق عام 2003 مع الكنيسة البيلاروسية الأرثوذكسية، وهي فرع من الكنيسة الروسية الأرثوذكسية والمذهب الأرثوذكسي الوحيد المعترف به رسميًا. على الرغم من عدم وجود دين للدولة، تمنح البابوية الكنيسة الأرثوذكسية البيلاروسية النفوذ على الدولة. يملك البروتستانت شعبية سيئة بسبب علاقاتهم المفترضة مع الولايات المتحدة. وقعت العديد من الهجمات المعادية للسامية والهجمات على المعالم الدينية والمباني والمقابر دون رد واضح من الحكومة. أبقت السلطات العديد من المجتمعات الدينية منتظرة لعدة سنوات لاتخاذ قرارات بشأن تسجيل أو تعويض الممتلكات. كما تضايق السلطات وتغرّم أعضاء بعض الجماعات الدينية، وخاصة تلك التي تعتبرها السلطات من أصحاب النفوذ الثقافي الأجنبي أو لديها أجندة سياسية. واجه المبشرون الأجانب ورجال الدين والعاملون في المجال الإنساني التابعون للكنائس العديد من العقبات التي فرضتها الحكومة، بما في ذلك الترحيل ورفض منح تأشيرة أو إلغاءها.
اتخذ بعض أعضاء المجتمع إجراءات إيجابية لتعزيز الحرية الدينية، ولكن وقعت أيضًا حالات من الإساءات و‌التمييز الاجتماعي، بما في ذلك العديد من أعمال التخريب والحرق المتعمد للاماكن الدينية والمباني والنصب التذكارية.

## الدراسات الإحصائية الدينية السكانية
تبلغ مساحة البلاد 207,600 كيلومتر مربع (80,200 ميل مربع) وكان عدد سكانها 9,498,400 في 1 يناير 2016. تعتبر تاريخيًا منطقة اختلاط وصراع بين الأرثوذكسية البيلاروسية والرومانية الكاثوليكية، على الرغم من تحسن العلاقات بين المجموعتين خلال الفترة التي درسها هذا التقرير. أظهرت أرقام شهر يناير عام 2007 من مكتب ممثل المفوض للشؤون الدينية والوطنية أن نحو 50% من مواطني بيلاروسيا يعتبرون أنفسهم متدينين. زعمت الحكومة انتماء نحو 80% من بين الأشخاص الذين يعتنقون العقيدة الدينية إلى الكنيسة البيلاروسية الأرثوذكسية، وانتماء 14% إلى الكنيسة الكاثوليكية، وانتماء 4% للجماعات الدينية الشرقية (بما في ذلك المسلمين، وأتباع هاري كريشنا، والبهائيين)، و2% من البروتستانت (بما في ذلك السبتيين، والمؤمنين القدامى، وشهود يهوه، واللوثريين). يوجد 18% من بين الذين يعرّفون أنفسهم بأنهم أرثوذكسيون بيلاروسيون و50% من بين الذين يعرّفون أنفسهم بأنهم روم كاثوليك يحضرون الشعائر الدينية بانتظام. يوجد أيضًا أتباع للكنيسة الكاثوليكية اليونانية والمجموعات الأرثوذكسية خارج الكنيسة البيلاروسية الأرثوذكسية. ادعت الجماعات اليهودية أن ما بين 50,000 و70,000 شخص يعرّفون أنفسهم بأنهم يهود. لم يكن معظم اليهود نشطين دينيًا.
أبلغ مكتب ممثل المفوض للشؤون الدينية والوطنية في يناير عام 2007 عن وجود 3103 منظمة دينية من 25 دينًا وطائفة في البلاد بما في ذلك 2953 مجتمع ديني مسجل و150 منظمة وطنية دينية (الأديرة، الأخوة، المبشرين). وشمل ذلك 1399 أرثوذكسيًا بيلاروسيًا، 493 مسيحيًا إنجيليًا، 440 رومانيًا كاثوليكيًا، 267 معمدانيًا مسيحيًا إنجيليًا، 74 سبتيًا، وغيرهم.

## حالة الحرية الدينية

### الإطار القانوني والسياسي
ينص الدستور على حرية الدين لكن الحكومة قيدت ممارسة هذا الحق، وعلى الرغم من تأكيد الدستور المعدل لعام 1996 على المساواة بين الأديان والطوائف أمام القانون، احتوى أيضًا على بند تقييدي ذكر أنَّ التعاون بين الدولة والمنظمات الدينية «يُنظم تبعًا لتأثيرها على تشكيل التقاليد الروحية والثقافية والأممية للشعب البيلاروسي». ينظم مكتب ممثل المفوض للشؤون الدينية والوطنية جميع المسائل الدينية.
وقع الرئيس لوكاشينكو في عام 2002 قانونًا متعلقًا بالدين رغم احتجاجات منظمات حقوق الإنسان والاتحاد الأوروبي والجماعات الدينية المحلية. يعترف القانون «بالدور الحاسم للكنيسة الأرثوذكسية في التكوين والتطور التاريخي للتقاليد الروحية والثقافية والدولية للشعب البيلاروسي» بالإضافة إلى الأهمية التاريخية للكاثوليكية واليهودية والإسلام واللوثرية الإنجيلية والتي تعتبر مجموعات الأديان التقليدية. ومع ذلك فإن المعتقدات التقليدية التي ذكرها القانون لا تشمل المجموعات الدينية مثل المؤمنين القدامى والكنائس الكالفينية، والتي لها جذور تاريخية في البلاد يعود تاريخها إلى القرن السابع عشر.
وعلى الرغم من ضمان القانون للحرية الدينية فإنه يحتوي على عدد من البنود التقييدية التي تزيد من سيطرة الحكومة على أنشطة الجماعات الدينية. يشترط القانون على جميع الجماعات الدينية الحصول على موافقة حكومية مسبقة لاستيراد وتوزيع الأعمال الأدبية، ويمنع الأجانب من قيادة المنظمات الدينية، ويحرم المجتمعات الدينية من الحق في إنشاء المدارس لتعليم رجال الدين. ويحصر القانون نشاط المجتمعات الدينية في المناطق التي تُسجَّل فيها ويضع متطلبات تسجيل معقدة إذ تواجه بعض المجتمعات التقليدية وغير التقليدية صعوبة في تحقيقها. كما طالب القانون جميع المجموعات المسجلة سابقًا بإعادة التسجيل بحلول عام 2004 وحظر جميع الأنشطة الدينية التي تقوم بها الجماعات غير المسجلة.
يصنف قانون الدين الجماعات الدينية ضمن ثلاثة فئات: المجتمعات الدينية والجمعيات الدينية والجمعيات الدينية الجمهورية. يجب أن تحتوي المجتمعات الدينية أو المنظمات الدينية الفردية المحلية ما لا يقل عن 20 شخصًا فوق سن 18 عامًا يعيشون في مناطق مجاورة. ويجب أن تضم الجمعيات الدينية 10 مجتمعات دينية على الأقل ويجب أن تكون إحداها نشطة في البلاد لأكثر من 20 عامًا على الأقل، ولا يجوز تشكيلها إلا عن طريق جمعية دينية جمهورية (على مستوى الدولة). لا يمكن تشكيل الجمعيات الدينية الجمهورية إلا عندما تكون هناك مجتمعات دينية نشطة في غالبية مناطق البلاد.
يجب على المجتمع الديني تقديم قائمة بأسماء مؤسسيه وأماكن إقامتهم وجنسياتهم ونماذج توقيعهم بالإضافة إلى نسخة من النظام التأسيسي للمجتمع ومحاضر اجتماعها التأسيسي وإذن من السلطات الإقليمية التي تؤكد حق المجتمع في استخدام أي ممتلكات مبينة في قوانين تأسيسها. تتولى اللجان التنفيذية الإقليمية (للمجموعات خارج مينسك) أو اللجنة التنفيذية لمدينة مينسك دراسة جميع طلبات التسجيل. ويجب بالنسبة للمجتمع الذي يمارس دينًا لم يكن معروفًا من قبل الحكومة تقديم معلومات حول معتقداتهم. لم تسجل أي جماعات دينية غير معروفة سابقًا خلال الفترة التي شملتها دراسة التقرير.
يجب أن تزود الجمعية الدينية قائمة بأعضاء الهيئة الإدارية ومعلومات عن السيرة الذاتية وإذن السماح للجمعية بأن تكون في الموقع المحدد. تملك الجمعيات الدينية الحق الحصري في إنشاء مؤسسات تعليمية دينية ودعوة الأجانب للعمل مع الجماعات الدينية وتنظيم مجتمعات رهبانية. يجب تقديم جميع طلبات إنشاء الجمعيات والجمعيات الجمهورية إلى مكتب ممثل المفوض للشؤون الدينية والوطنية. سجلت الحكومة خمس منظمات دينية جمهورية خلال الفترة التي درسها التقرير. استمرت الجماعات الدينية المحلية في المطالبة بإلغاء جزء من قانون عام 2002 على الأقل. أكدت المجتمعات المسيحية أنَّ القانون يقيد أنشطتها بشدة ويقمع حرية الدين ويضفي الشرعية على المقاضاة الجنائية للأفراد بسبب معتقداتهم الدينية.
يضمن اتفاق عام 2003 بين الكنيسة البيلاروسية الأرثوذكسية والحكومة استقلال الكنيسة الأرثوذكسية البيلاروسية في شؤونها الداخلية وحرية أداء الشعائر الدينية وغيرها من الأنشطة وعلاقة خاصة مع الدولة. تعترف البابوية بتأثير الكنيسة البيلاروسية الأرثوذكسية على تكوين التقاليد الروحية والثقافية والوطنية للشعب البيلاروسي. وتدعو الحكومة والكنيسة البيلاروسية الأرثوذكسية إلى التعاون في تنفيذ السياسة في مختلف المجالات بما في ذلك التعليم والأمن وتطوير وحماية الموروثات الثقافية. رغم أنَّ القانون ينص على أنَّ الاتفاق لن يحد من الحريات الدينية للجماعات الدينية الأخرى، فهذا الاتفاق يدعو الحكومة والكنيسة الأرثوذكسية البيلاروسية إلى مكافحة «المنظمات الدينية المزيفة التي تشكل خطرًا على الأفراد والمجتمع». وتملك الكنيسة الأرثوذكسية البيلاروسية الحق الحصري في استخدام كلمة الأرثوذكسية في اسمها واستخدام صورة صليب يوفروزين كرمز لها.